# Nelsoni repülőtér
A Nelsoni repülőtér (Maori nyelven: Te Papa Waka Rererangi o Whakatū) (IATA: NSN, ICAO: NZNS) Új-Zéland egyik repülőtere, amely Nelson közelében található. Éves utasforgalma 782 000 fő (2020).
Az utasok száma alapján a hatodik, a repülőgépek mozgása alapján pedig a hetedik legforgalmasabb repülőtér Új-Zélandon, valamint a legforgalmasabb új-zélandi repülőtér, amely nem rendelkezik menetrend szerinti nemzetközi járattal.

## Futópályák
A repülőtér futópályái:
- 02/20 (1347 m, aszfaltbeton)
- 02/20 (584 m, fű)
- 06/24 (546 m, fű)

## Forgalom
Az utasforgalom az elmúlt években az alábbi módon változott:
| Utasok száma | 758 250 | 776 448 | 767 298 | 764 050 | 865 023 | 1 000 373 | 1 061 000 | 782 000 | 681 450 | 795 479 |
|              | 2011    | 2012    | 2013    | 2015    | 2016    | 2017      | 2018      | 2020    | 2021    | 2022    |

## Légitársaságok és úticélok
2025-ben a Nelsoni repülőtérről az alábbi járatok indulnak (Utoljára frissítve: 2025-02-23):
| Légitársaság    | Célállomások                           |
| --------------- | -------------------------------------- |
| Air New Zealand | Auckland, Christchurch, Wellington     |
| Golden Bay Air  | Karamea, Takaka                        |
| Originair       | Hamilton, Palmerston North, Wellington |
| Sounds Air      | Kapiti Coast, Wellington               |